# 창원 내광사 지장보살본원경
창원 내광사 지장보살본원경(昌原 內光寺 地藏菩薩本願經)은 대한민국 경상남도 창원시 의창구 동읍, 내광사에 있는 불경이다. 2017년 1월 5일 경상남도의 유형문화재 제604호로 지정되었다.

## 개요
｢地藏經｣은 지장보살이 여러 가지 방법으로 중생을 교화하여 죄를 짓고 지옥에서 고통 받는 중생들까지도 평등하게 구제하고자 하는 큰 뜻을 세운 경전이다.
우리나라에서는 돌아가신 조상이나 부모를 천도하고 왕생극락을 발원하는 재식법회(齋式法會) 등에서 중요하게 독송되고 있다. 본서(本書)는 3권(卷上·中·下) 1책으로'1558년'이라는 정확한 간행 기록(刊記)을 알 수 있으며, 대자(大字)로 판각한 본문의 인출 및 보관상태가 양호한 것으로 판단되며, 귀중본의 기준이 되는 1592년(임진왜란) 이전에 간행된 자료이다.
특히 이 자료는 조선 초기 세종시대 귀중서(貴重書) 목판도서의 특징이기도 한 版心 부분에 大黑口가 있는 板式으로 판각되어 있는 간행본이다. 따라서 이 자료는 15세기 초기와 중기 귀중서의 목판 판각의 판식(板式)을 계승하여, 16세기 중기에 목판 판각의 판식을 재현·고수(固守)하고 있다는 점에서 그 큰 특징을 지니고 있는 귀중본이다.

## 참고 자료
- 창원 내광사 지장보살본원경 - 국가유산청 국가유산포털